# Ouémé
Ouémé (psáno také Weme) je řeka v Beninu, dlouhá 510 km. Pramení v pohoří Atakora a teče jižním směrem, nejdelšími přítoky jsou Alpouro, Okpara a Zou. Dolní tok se rozvětvuje na dvě části, jedna ústí do laguny Nokoué a druhé do laguny Porto-Novo, které jsou obě propojeny s Guinejským zálivem. Povodí řeky má rozlohu přibližně 50 000 km². Ouémé překonává výškový rozdíl 465 metrů a průměrný průtok ve městě Bonou dosahuje 170 m³/s.
V povodí řeky vládne subekvatoriální podnebí, břehy jsou porostlé pralesem, kde dominují rafie a palma olejná, místní domorodci pěstují batáty a smldinec. Mokřady na dolním toku byly vyhlášeny ramsarskou lokalitou s výskytem ohroženého kapustňáka senegalského. Typickými rybami jsou štička africká, bahník západoafrický, bichiři, patetrovití a rypounovití.
Podle řeky je pojmenován jeden z beninských departementů Ouémé.